# Ligamentum carpi radiatum
Das Ligamentum carpi radiatum ist ein Band auf der Handflächenseite des Handgelenks. Es entspringt am Kopfbein (Os capitatum) und verbindet dieses fächerförmig mit den benachbarten Handwurzelknochen, namentlich mit dem Hakenbein, mit dem Kahnbein, mit dem Dreiecksbein und mit den beiden Vieleckbeinen. Das Band bildet mit diesen Knochen den Boden des Karpaltunnels.
Bei den vierfüßigen Säugetieren entspringen vom Ligamentum carpi radiatum die Zwischenzehenmuskeln. Bei Pferden entspringt aus ihm darüber hinaus ein Unterstützungsband (Ligamentum accessorium), welches sich in der Mitte des Vordermittelfußes mit der tiefen Beugesehne verbindet.